# Senecio brigalowensis
Senecio brigalowensis là một loài thực vật có hoa trong họ Cúc. Loài này được I.Thomps. miêu tả khoa học đầu tiên.